# Aaron Seydel
Aaron Seydel (* 7. Februar 1996 in Langen) ist ein deutscher Fußballspieler. Der Offensivspieler stand zuletzt beim SV Darmstadt 98 unter Vertrag und ist ehemaliger deutscher Nachwuchsnationalspieler.

## Karriere

### Vereine
Im Jahre 2005 verließ der Sohn eines ghanaischen Vaters und einer deutschen Mutter den FSV Oppenheim, schloss sich dem Nachwuchsleistungszentrum des 1. FSV Mainz 05 an und durchlief die Altersklassen bis zur A-Jugend. Am 1. Juli 2015 rückte er in die zweite Mannschaft von Mainz 05 auf. Für diese war er zuvor schon zum Einsatz gekommen; am 1. Juni 2014 wurde er im Rückspiel in der Aufstiegsrunde zur 3. Liga beim 3:1-Sieg bei der TSG Neustrelitz in der 88. Minute für Devante Parker eingewechselt. Am 26. August 2015 (5. Spieltag) debütierte er im Drittligaspiel beim 1:0-Sieg im Auswärtsspiel gegen Preußen Münster, als er – erneut für Devante Parker – in 87. Minute eingewechselt wurde.
Sein erstes Pflichtspiel für die erste Mannschaft absolvierte er am 24. November 2016 im Gruppenspiel der Europa League bei der AS Saint-Étienne. Er wurde in der 83. Minute eingewechselt; das Spiel endete 0:0. Am 27. November 2016 (12. Spieltag) wurde er in der Begegnung der ersten Mannschaft im Auswärtsspiel gegen Hertha BSC von Beginn an erstmals in der Bundesliga eingesetzt und erzielte bei der 1:2-Niederlage den Treffer zum 1:0 in der 25. Minute. Am 21. Dezember 2016 unterschrieb er seinen ersten Profivertrag; dieser lief bis 2021.
Zur Saison 2017/18 schloss sich Seydel leihweise bis zum Saisonende Holstein Kiel an. Nach zwei Toren in 25 Zweitligaspielen und dem Scheitern der Kieler in den Aufstiegsspielen gegen den VfL Wolfsburg kehrte er zunächst zu Mainz 05 zurück. Am 7. August 2018 wurde Seydel bis zum Ende der Saison 2018/19 erneut nach Kiel verliehen, kam aber verletzungsbedingt nur zu sechs Kurzeinsätzen in der Liga und einem Pokalspiel.
Bedingt durch die Nachwirkungen seiner Fersenverletzung konnte der Angreifer auch in der Hinrunde der Folgesaison nicht eingesetzt werden. Nach seiner Genesung verlieh ihn Mainz 05 bis Saisonende an den Zweitligisten SSV Jahn Regensburg. Durch häufig berücksichtigte Stammkräfte wie Marco Grüttner, Jann George oder Sebastian Stolze vor sich wurde der Hesse nur neunmal eingesetzt, davon einmal von Beginn an. Seydel spielte zweimal im Sturmzentrum, in den restlichen Spielen auf dem linken Flügel; bei der 1:4-Niederlage im Spiel gegen den 1. FC Heidenheim gelang ihm sein einziges Tor.
Anfang August 2020 wechselte Seydel zum Zweitligisten SV Darmstadt 98 und unterschrieb dort einen Zweijahresvertrag. Am 24. Oktober 2020 gab er beim 2:2-Heimspiel gegen den FC St. Pauli sein Debüt für die Lilien, als er in der 86. Spielminute für Serdar Dursun eingewechselt wurde. Aufgrund mehrerer Verletzungen kam er in der Saison 2020/21 unter Markus Anfang auf nur 14 Einsätze und ein Tor. Die Mannschaft erreichte in der Liga Platz 7. Nach sieben Monaten Verletzungspause wegen einer Achillessehnenoperation kehrte er am 24. September 2021 unter dem neuen Cheftrainer Torsten Lieberknecht bei der 2:1-Auswärtsniederlage gegen den 1. FC Heidenheim auf den Platz zurück. Im Mai 2022 verlängerte er seinen auslaufenden Vertrag bis 2024. Seydel überstand die Saison bis zum 30. Spieltag ohne weiteren Verletzungen und kam so auf 21 Einsätze und sechs Tore. Die Mannschaft erreichte den vierten Platz in der Liga. Zu Beginn der Saison 2022/23 wurde bekannt, dass er sich eine Hirnhautentzündung zugezogen hatte und er den Saisonstart verpassen würde. Am 3. Spieltag wurde er gegen Eintracht Braunschweig eingewechselt und gab damit nach vier Monaten sein Comeback. Im weiteren Saisonverlauf fehlte Seydel zwischen Oktober 2022 und März 2023 erneut verletzungsbedingt, letztlich kam er auf 13 Spiele. In der folgenden Bundesligasaison erzielte er in sechzehn Spielen ein Tor. Nach dem direkten Wiederabstieg der „Lilien“ wurde Seydels Vertrag nicht mehr verlängert.

### Nationalmannschaft
Seydel absolvierte von 2011 bis 2014 Länderspiele für die Nachwuchsnationalmannschaften der Altersklassen U15, U16, U18 und U19. Am 9. November 2017 erzielte er in seinem ersten Spiel für die U21-Nationalmannschaft beim EM-Qualifikationsspiel in Baku gegen die aserbaidschanische Auswahl ein Tor zum 7:0-Sieg.